# Светилово (Вологодская область)
Светилово — деревня в Шекснинском районе Вологодской области на реке Кольдюга.
Входит в состав сельского поселения Домшинского, с точки зрения административно-территориального деления — в Домшинский сельсовет.
Расстояние по автодороге до районного центра Шексны — 35 км, до центра муниципального образования Нестерово — 5 км. Ближайшие населённые пункты — Зыцово, Папушино, Губино.
По переписи 2002 года население — 92 человека (39 мужчин, 53 женщины). Преобладающая национальность — русские (97 %).